# Mondo Sex Head
Albums de Rob Zombie
American Made Music to Strip By
(1999)
Mondo Sex Head est le deuxième album remix du groupe américain de metal industriel Rob Zombie, sorti en 2012.

## Liste des morceaux
1. Thunder Kiss '65 (par Jonathan Davis)
2. Living Dead Girl (par Photek)
3. Let It All Bleed Out (par Document One)
4. Foxy Foxy (par Ki Theory)
5. More Human Than Human (par Big Black Delta)
6. Dragula (par Crosses)
7. Pussy Liquor (par Ki:Theory)
8. The Lords of Salem (par Das Kapital)
9. Never Gonna Stop (par Drumcorps)
10. Superbeast (par Kraddy)
11. Devil's Hole Girls (par Tobias Enhus)
12. Burn (par The Bloody Beetroots)
13. Mars Needs Women (par Griffin Boice)

Bonus tracks
1. Thunder Kiss '65 (par Tobacco)
2. Never Gonna Stop (par Drumcorps)
3. Pussy Liquor (par Tobias Enhus)
4. Thunder Kiss '65 (par Destructo)
5. More Human Than Human / Living Dead Girl / Burn (par Jack Dangers)

Clip
1. Foxy Foxy (par Tobias Enhus)